# 綁架問題及其他北朝鮮當局人權侵害問題對處相關法律
《綁架問題及其他北朝鮮當局人權侵害問題對處相關法律》（日语：／ Rachimondai sonota Kitachōsen tōkyoku ni yoru jinken shingai mondai e no taisho ni kansuru hōritsu），媒體通常簡稱為《北朝鮮人權侵害對處法》（日语：／ Kitachōsen jinken shingai taisho-hō）或《北朝鮮人權法》，是日本2006年通過的法律，为处理朝鲜绑架日本人问题提供法律依据。於2006年6月通過，7月生效。此法案將解决绑架问题定为日本政府的责任及义务，授權可對北韓实施经济制裁。

## 類似立法
美國的2004年《北韓人權法案》內容較完整，大韓民國2016年《北韓人權法》促進改善北韓人權及兩韓和平。